# Thurella
Die Thurella AG mit Sitz in Egnach war zuletzt als Muttergesellschaft (Holding) der beiden Tochtergesellschaften Biotta AG in der Schweiz (Tägerwilen/Thurgau) und GESA Gemüsesaft GmbH in Deutschland (Neuenstadt am Kocher, Baden-Württemberg) tätig. Die Biotta AG stellt noch heute unter ihrer Hauptmarke Biotta Fertigprodukte in Form von Frucht- und Gemüsesäften aus biologisch angebauten Naturprodukten her. Die GESA Gemüsesaft GmbH verarbeitet Gemüse zu Halbfabrikaten für die Hersteller von Frucht- und Gemüsesäften. Die Aktien der Thurella AG waren an der Berner Börse BX Berne eXchange kotiert.

## Geschichte
Das Unternehmen wurde 1900 in Egnach als Obstverwertungsgenossenschaft gegründet. Bereits im 18. Jahrhundert setzte im dortigen Gebiet der Feldobstbau ein, was der Region den noch heute weit verbreiteten Namen "Mostindien" eintrug. Die Mosterei- und Obstexportgenossenschaft diente so den lokalen Obstproduzenten. Ab 1944 begann sie, die Migros zu beliefern.
1975 war Franco Matossi Initiant der Thurella AG, Bischofszell und bis 1988 in dessen Verwaltungsrat vertreten, ab 1983, als Vorgänger von Hans Uhlmann, als deren Präsident.
Mit der 1999 getätigten Übernahme der Bischofszeller Obi Frucht und Saft AG inklusive Thurella AG und deren Marken obi und Rittergold begann die Genossenschaft ihre Expansion. Im darauf folgenden Jahr wurde die Tafelobstsparte Tobi verkauft und die Konzentration aufs Mostgeschäft beschlossen. 2002 wandelte sich die Genossenschaft in eine Aktiengesellschaft und übernahm den Namen Thurella AG. 2003 erwarb sie von der Feldschlösschen-Gruppe den Abfüllbetrieb in Eglisau. Im Jahr darauf übernahm Thurella die auf Bio Frucht- und Gemüsesesäfte spezialisierte Biotta AG. Das mittlerweile zu einem Konzern herangewachsene Unternehmen ging 2006 an die Berner Börse und übernahm im gleichen Jahr die deutsche GESA, Gemüsesaft GmbH. Die Unternehmensgruppe beschäftigte 2007 knapp 296 Mitarbeiter und erwirtschaftete einen Umsatz von 200,9 Millionen Schweizer Franken.
2009 kam das Unternehmen in Schwierigkeiten, die sich nur durch eine harte Sanierung im Jahre 2010 lösen liessen. 2010 wurden rund 100 Stellen abgebaut, der Abfüllbetrieb in Eglisau wurde geschlossen und abgebaut. Die Immobilie wurde im Frühjahr 2011 verkauft. Die Markenrechte der Traditionsmarke «Senator» wurde an die Schlör AG verkauft. Ebenfalls in diesem Jahr wurde die Mosterei Bischofszell geschlossen und die Mostereitätigkeit am Standort Egnach konzentriert, wo im Herbst 2011 rund 30'000 Tonnen Mostobst verarbeitet worden sind. Daraus wurden bei der gesundgeschrumpften Thurella keine Apfelsaft-Fertiggetränke mehr hergestellt, sondern ausschliesslich Halbfabrikate (Obstsaftkonzentrate) für Apfelsaft- und Mischgetränke zuhanden von Abfüllern/Erfrischungsgetränkeherstellern mit Eigenmarken. Das Geschäft mit den aus biologisch angebauten Rohstoffen hergestellten Biotta Gemüse- und Fruchtsäften macht gegen Ende 2011 rund zwei Drittel des schweizerischen Umsatzes aus und ist somit zum wichtigsten Geschäftsfeld geworden. Zu diesem Zeitpunkt beschäftigt die Holdinggesellschaft Thurella in ihren beiden operativen Gesellschaften Biotta AG (Schweiz) und GESA Gemüsesaft GmbH (Deutschland) rund 80 Mitarbeitende.
Anfang 2014 hat sich das Unternehmen vom traditionellen Mostereigeschäft und damit auch von der Halbfabrikateherstellung getrennt und dieses an die in Arbon domizilierte Mosterei Möhl verkauft. Die Immobilien in Egnach bleiben vorläufig bei der Thurella und sollen überbaut werden.
Im Mai 2018 wurde das Unternehmen von Orior übernommen, Nachdem zuvor alle nicht betriebsnotwendigen Liegenschaften in die abgespaltene "Thurella Immobilien AG" übertragen wurden. Im gleichen Jahr wurde die Thurella AG aufgelöst. Die Thurella Immobilien AG wird liquidiert.

## Tätigkeitsgebiet
Ende 2011 und nach tiefgreifender Umwälzung war die Holdinggesellschaft Thurella AG mit ihren zwei Tochtergesellschaften in der Grössenordnung der für 2011 angestrebten rund CHF 40 Umsatzmillionen ein spezialisierter Hersteller von Gemüse- und Fruchtsäften. Die Biotta AG mit Sitz in Tägerwilen verarbeitete zum grossen Teil von Bio-Bauern im Kanton Thurgau angebautes Gemüse einerseits und aus dem Kanton Thurgau und Kanton St. Gallen stammendes Mostobst andererseits. Der verbleibende aktive Schweizer Produktionsstandort war Tägerwilen. Mit dem Ende 2010 geschlossenen Abfüllbetrieb in Eglisau hat Thurella die eigene Herstellung von Apfelsäften und Apfelschorlen unter der Marke obi eingestellt; ebenso jene von alkoholfreien wie auch alkoholhaltigen Apfelweinen unter der Marke Rittergold. Mit dem Verkauf an Möhl ist man 2014 auch aus der Produktion von Obst-Halbfabrikaten (Obstsaftkonzentrate) für Apfelsaft- und Mischgetränke ausgestiegen.

### Biotta AG
Das 1931 in Tägerwilen gegründete und 2005 von der Thurella AG übernommene Unternehmen ist auf die Herstellung von Frucht- und Gemüsesäften aus biologischem Anbau spezialisiert.
Das Biotta-Sortiment umfasst 26 Bio-Säfte, die in rund 30 Ländern vertrieben werden. Biotta ist im Schweizer Bio Gemüse- und Fruchtsaftmarkt marktführend. Dabei verarbeitet das Unternehmen Schweizer Bio-Gemüse aus weitgehend lokalem Anbau am Südufer des Bodensees.
Im Oktober 2012 hat die Biotta AG die Traktor Getränke AG, Hirzel übernommen. Damit stieg das Unternehmen unter der Marke TRAKTOR in den Markt mit Bio-Smoothies in der Schweiz ein. Im Mai 2014 kamen mit den Biotta Veggies die ersten Frucht/Gemüse-Smoothies im Kühlregal auf den Schweizer Markt.
Der Schweizer Bio-Pionier Hugo Brandenberger (1917–2012) hatte das Gemüseanbau-Unternehmen 1961 übernommen und zum bekannten Hersteller naturreiner Säfte ausgebaut.